# Merei
Merei é uma comuna romena localizada no distrito de Buzău, na região de Valáquia. A comuna possui uma área de 108.00 km² e sua população era de 6986 habitantes segundo o censo de 2007.